# Synagoga Michała Direnhelda w Łodzi
Synagoga Michała Direnhelda w Łodzi – prywatny dom modlitwy znajdujący się w Łodzi przy ulicy Jakuba 7.
Synagoga została zbudowana w 1891 roku z inicjatywy Michała Direnhelda. Podczas II wojny światowej hitlerowcy zdewastowali synagogę.